# Agnolo Bronzino

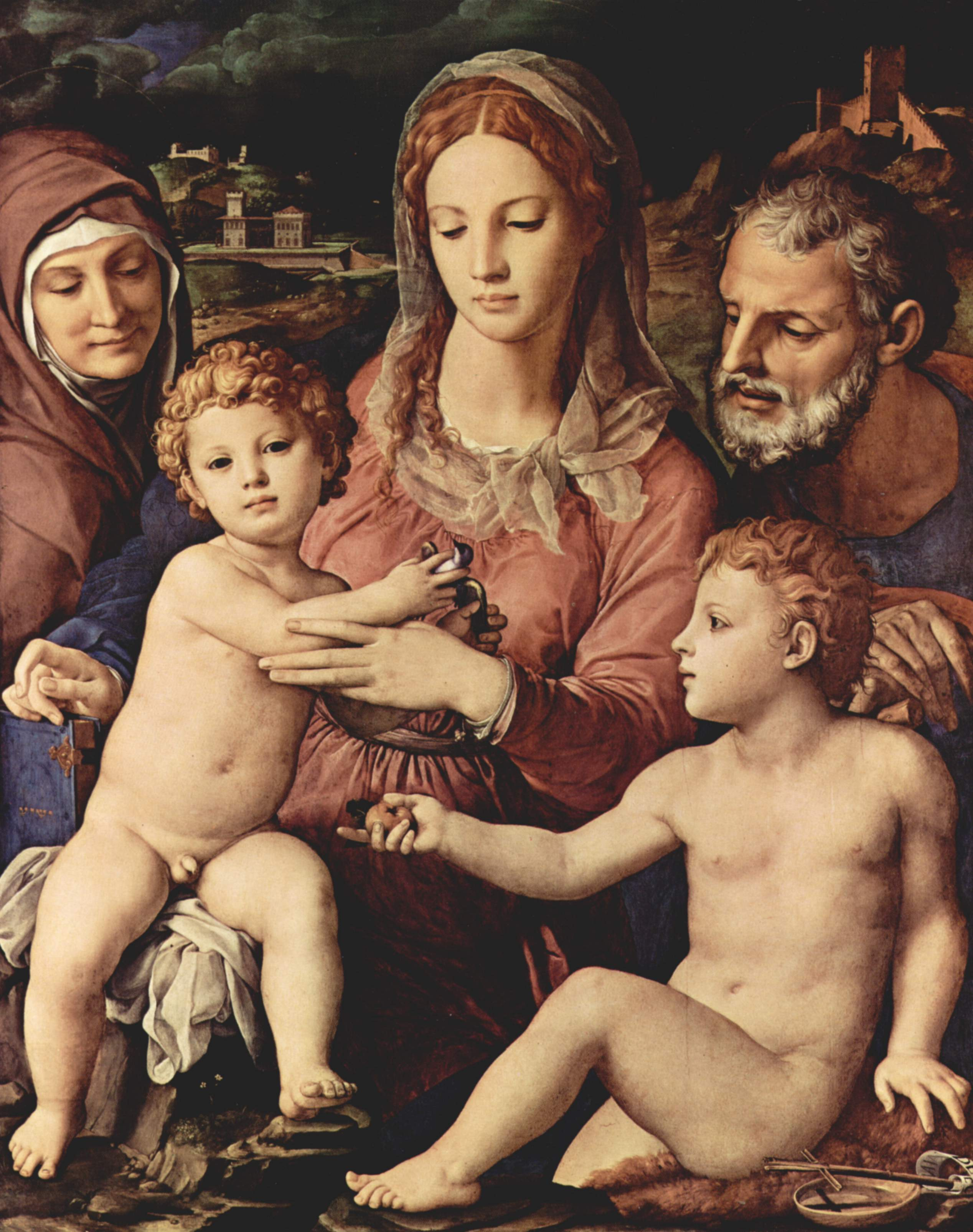
A Szent család Szent Annával és a gyermek Keresztelő Szent Jánossal (1550)

Pietà (1540-es évek)

Agnolo Bronzino vagy Il Bronzino, eredeti nevén Agnolo di Cosimo di Mariano. A Bronzino ragadványnév, melyet a portréinál alkalmazott színek miatt kapott. (Monticelli, ma Firenze egyik városrésze, 1503. november 17. – Firenze, 1572. november 23.) firenzei festő, a manierizmus neves mestere.

## Életútja
Raffaellino del Garbo tanítványa volt. Stílusára előbb Pontormo, majd Michelangelo hatott. 1522 és 1525 között a karthauzi rend firenzei kolostorában, a Certosa di Firenzében festett freskókat Pontormóval. 1530-ban az urbinói hercegi udvarban dolgozott, ezután Firenzében I. Cosimo de’ Medici udvari festője lett.

## Művészete
Korai munkái szülővárosa templomainak freskókkal való díszítéséhez kötődnek, ezen freskók készítése közben sajátította el a toszkán rajz pontos és elegáns technikáját. Korai freskói és táblaképei igen festőiek, például a firenzei Szent Felicitász-templom Capponi-kápolnájának díszítése; Szent család (Firenze, Pitti).
Későbbi vallásos és mitológiai tárgyú képei nyomán a manieristákhoz tartozik. Főleg világos, meszes színű képein, sima festésmodorban Michelangelo Utolsó ítélet c. képének lehetőségeit aknázza ki. Azonban szó sincs holmi szolgai utánzásról, Bronzino egyéni stílusideált követ. Mintegy „absztrakt” irányba terelődik, sajátos manierisztikus megoldásokat alkalmaz például a következő képein: Krisztus a limbusban (1552, Uffizi); Szent Lőrinc mártírhalála (1565, freskó, Firenze, Szent Lőrinc-bazilika). 
Emberábrázoló képessége is rendkívüli, arcképei és alakos portréi egyszerre mesterkéltek és tökéletesek, kristálytiszták és fagyosan előkelőek. (I. Cosimo nagyherceg (Berlin és Pitti), a nagyhercegné, Toledói Eleonóra (Berlin, Torino, Uffizi), II. Guidobaldo della Rovere Urbino hercege (Pitti), stb. arcképei.) 
Az eszményt, az ideát a lehető legtökéletesebb festői eszközökkel valósítja meg, ez jellemző vallási és mitológiai tárgyú képeire is, melyek közül kiemelkedik a Pietà, mely eredetileg Toledói Eleonóra firenzei hercegné kápolnájában volt oltárkép, olyan manierizmus ez már, amelyik egyenesen vezet a korai barokk stílusba. 
A mitológiai tárgyú képei közül szokás idézni A szerelem allegóriája vagy Vénusz diadala (National Gallery, London) címűt, melyet a végletesen pontos rajz, a szerpentin módra csavarodó testek márványfehérsége és a kristályszerű színezés mesterkéltsége jellemez, s mindez összhatásában adja a kép hideg erotikáját, melyet az idők során a kritikusok és a művészettörténészek újraértékeltek az eszmény ábrázolása és a mesterségbeli tudás javára, (kis túlzással ez vonal már mutat előre a klasszicizmus felé).
Bronzino termékeny, nagy hatású és sokoldalú művész volt, alkalmi dekorációs feladatokat is ellátott, például I. Cosimo de’ Medici és Toledói Eleonóra lakodalmi bevonulására készített díszleteket, és készített falikárpit terveket is.

## Képeiből

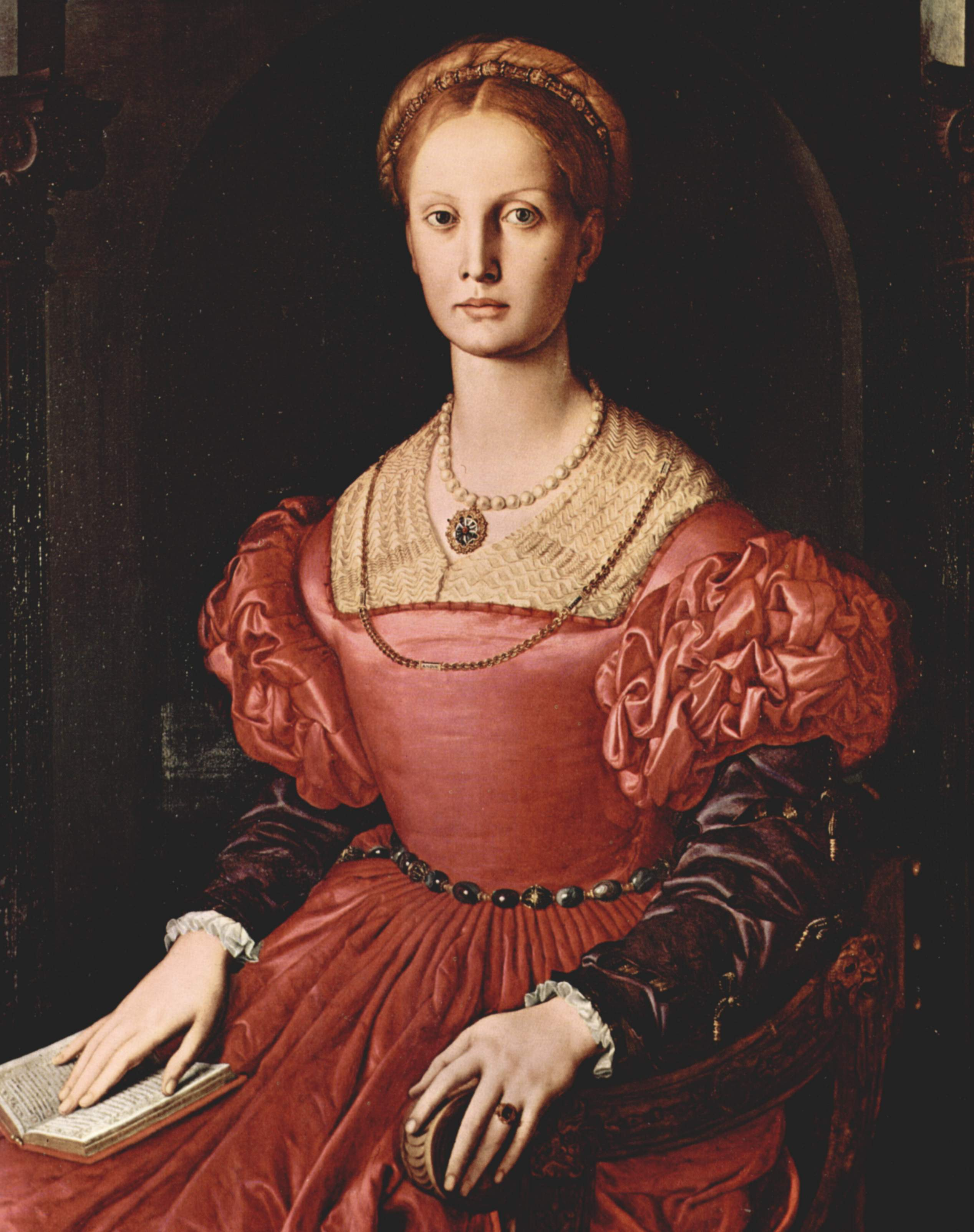
Lucrezia Panciatichi (Uffizi)
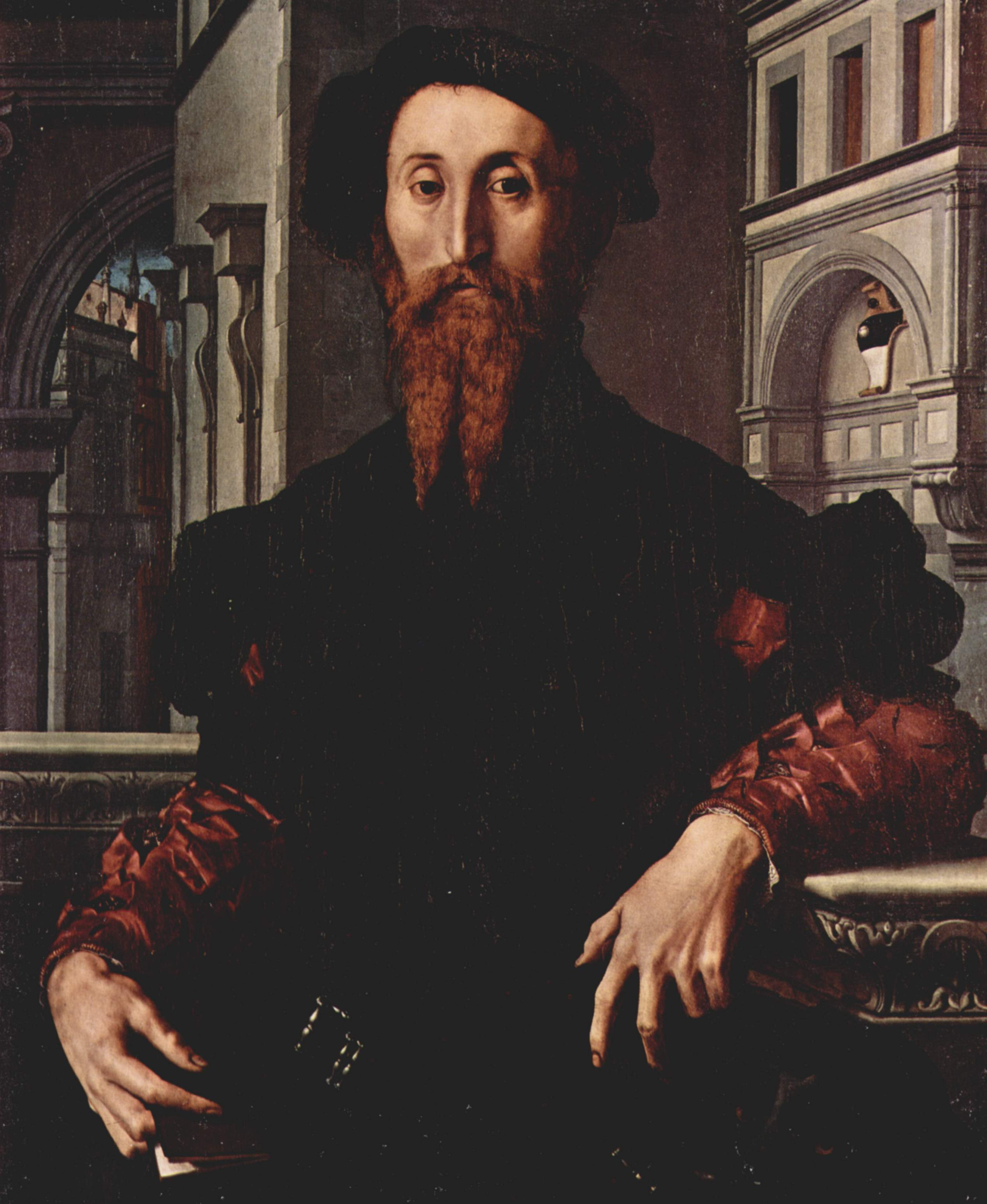
Bartolomeo Panciatichi
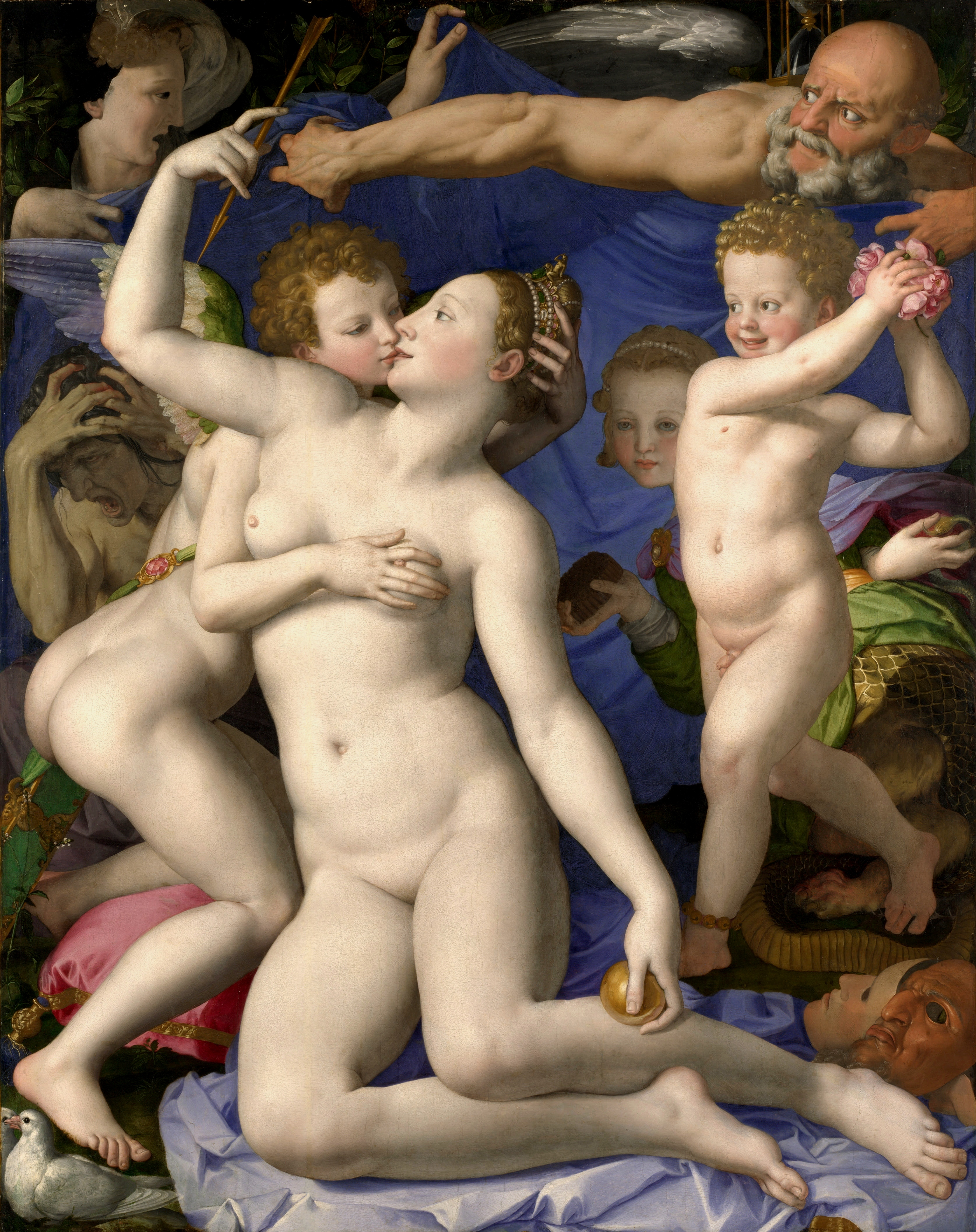
A szerelem allegóriája (részlet)
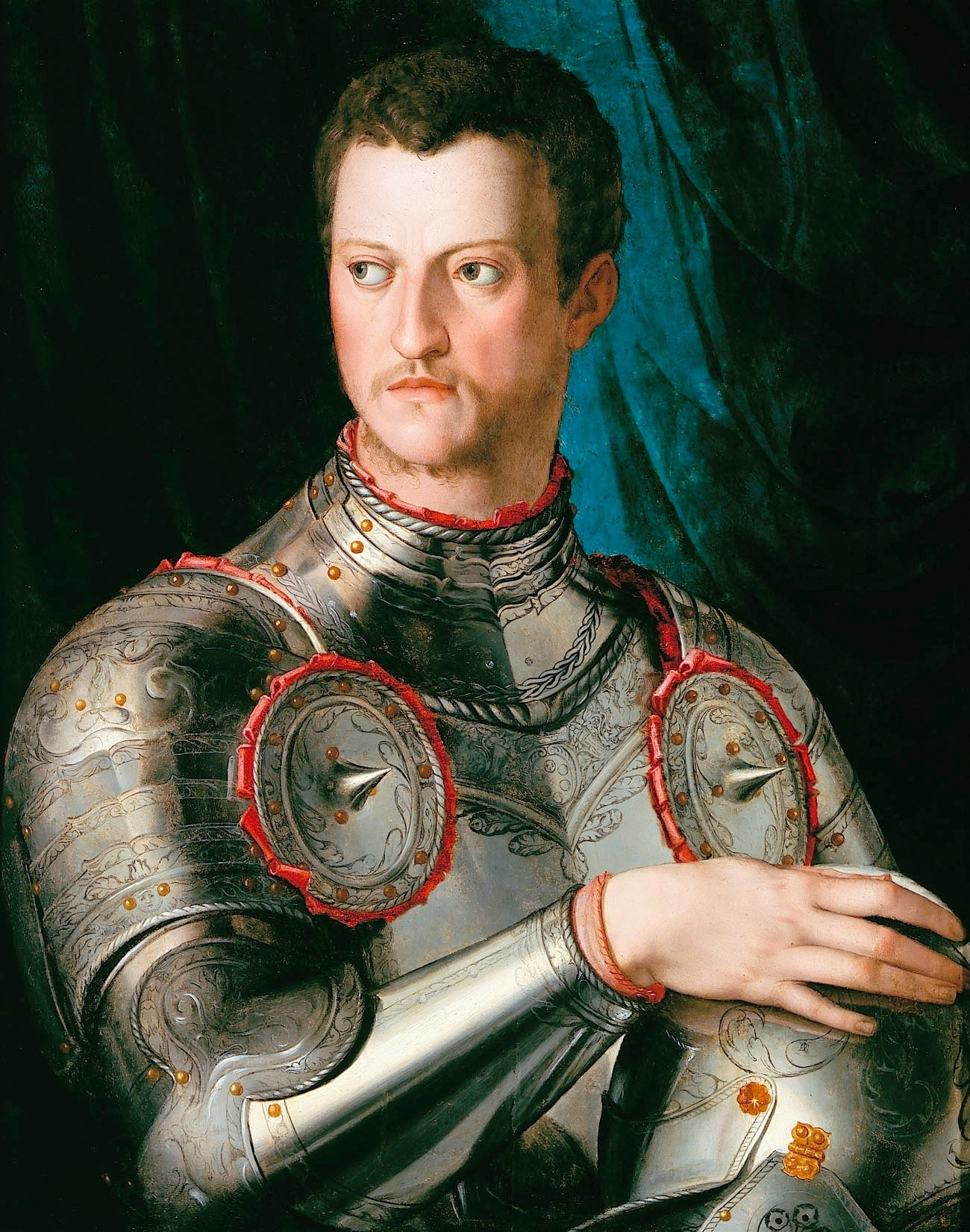
Cosimo de’ Medici